# Ferrières, Somme
Ferrières là một xã ở tỉnh Somme, vùng Hauts-de-France, Pháp.

## Địa lý
Thị trấn này tọa lạc trên đường D211, khoảng 5 dặm Anh về phía tây của Amiens.

## Địa điểm nổi bật

Lối vào thị trấn

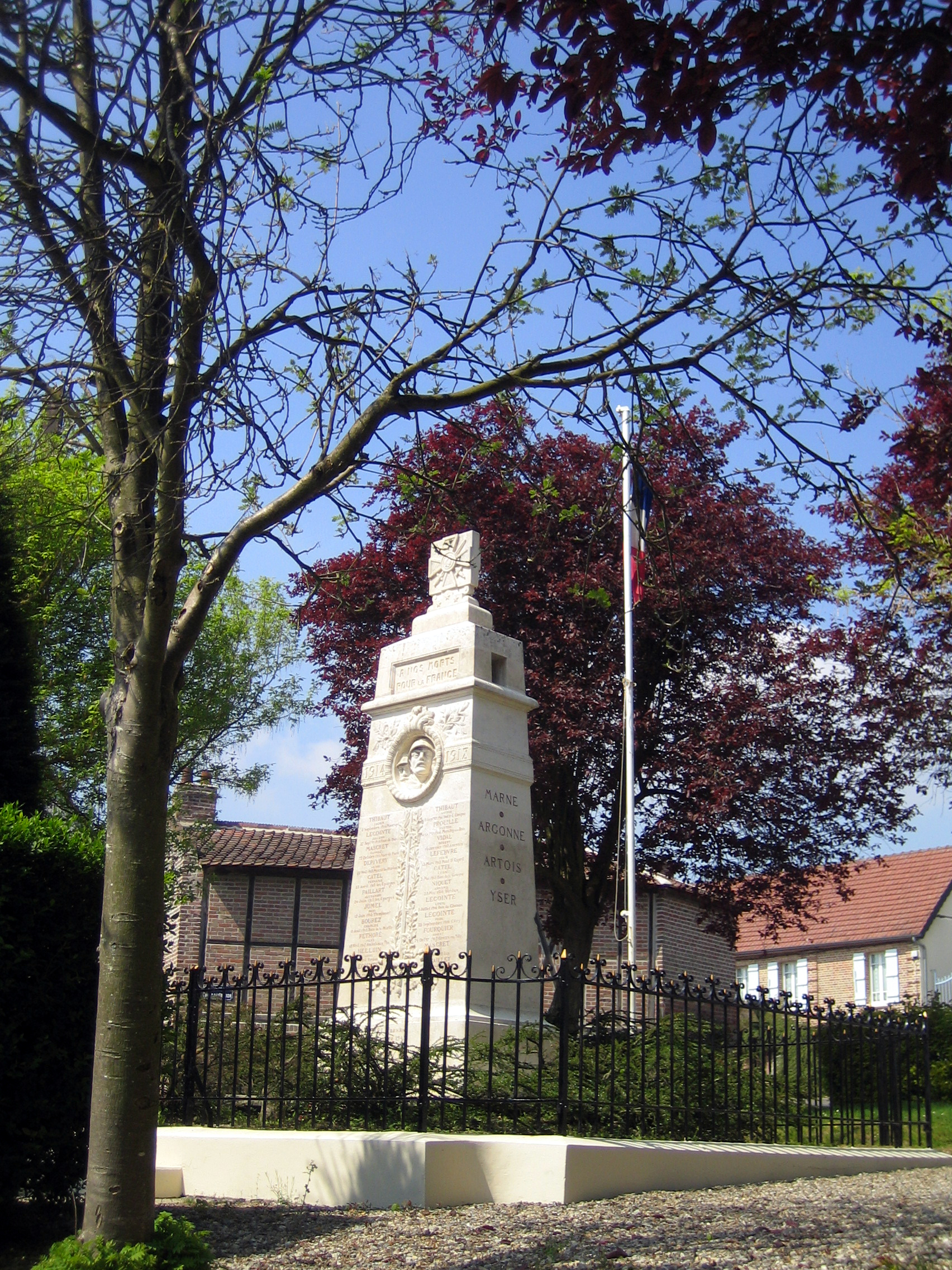
Đài tưởng niệm chiến tranh

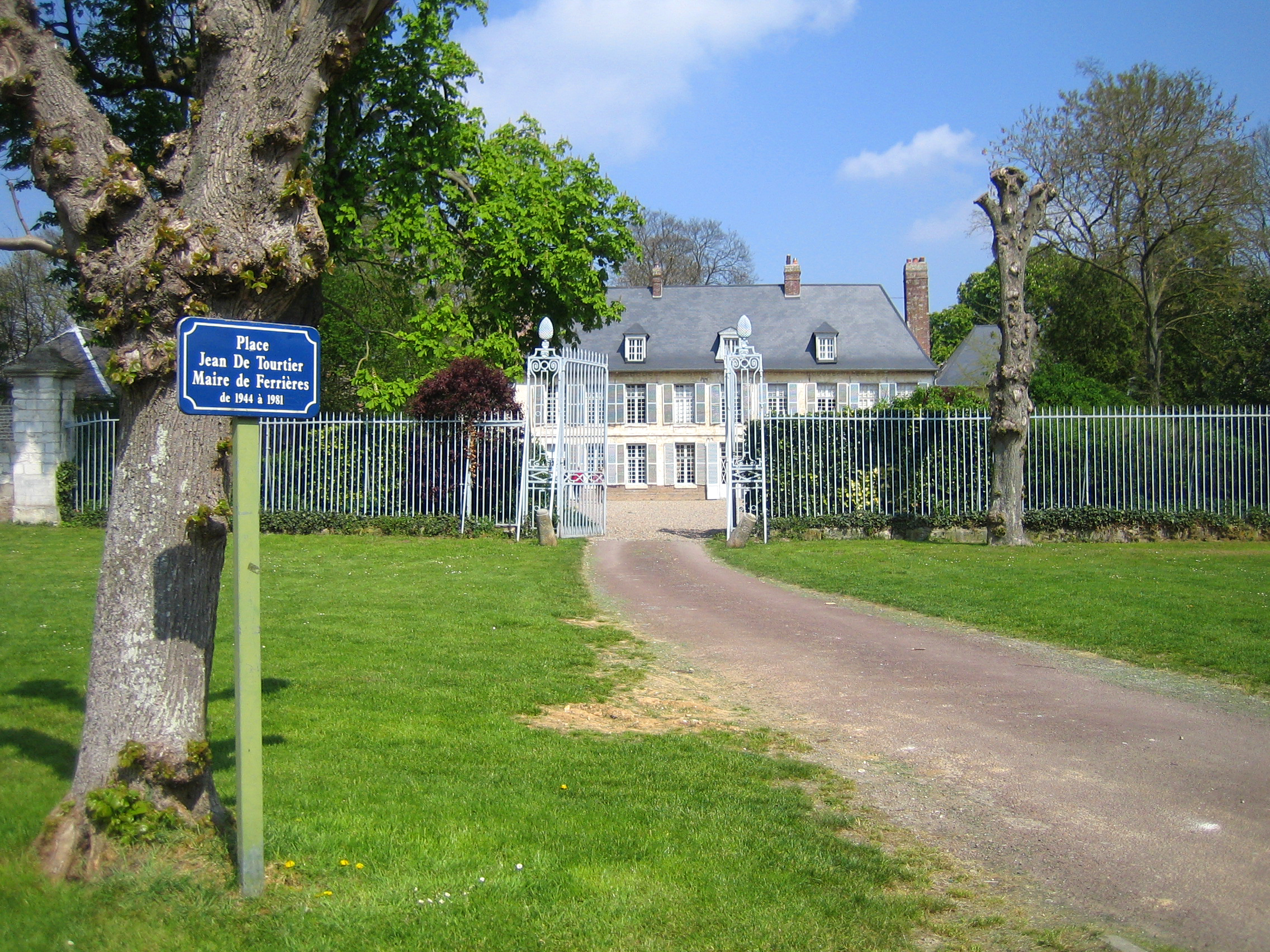
Lâu đài

## Dân số
| 1962                                                         | 1968 | 1975 | 1982 | 1990 | 1999 |
| ------------------------------------------------------------ | ---- | ---- | ---- | ---- | ---- |
| 220                                                          | 252  | 307  | 315  | 396  | 426  |
| Số liệu điều tra dân số từ năm 1962, dân số không tính trùng |      |      |      |      |      |